# Rififí
Rififí (en francés Du rififi chez les hommes) es una película francesa de 1955 dirigida por Jules Dassin. Protagonizada por Jean Servais, Carl Möhner, Robert Manuel, Jules Dassin, Magali Noël, Pierre Grasset, Robert Hossein, Janine Darcey, Marie Sabouret y Claude Sylvain en los papeles principales.
Fue galardonada con el premio del Festival de Cannes 1955 al mejor director (compartido con Jules Dassin), el Premio Méliès del Syndicat Français de la Critique de Cinéma et des Films de Télévision 1956 a la mejor película y el Premio especial del Círculo de críticos de cine de Nueva York 2000 a Jules Dassin.

## Sinopsis
Tras pasar cinco años en prisión, «Tony le Stéphanois» sale de prisión con la idea de reformarse. Pronto cae nuevamente en la mala senda, al conocer la noticia de que su antigua novia se ha convertido en la amante de un gánster. Desesperado y sin dinero, acepta participar en un atraco. Junto con antiguos compañeros de atracos organiza el robo a una importante joyería en plena Ciudad de la Luz.

## Reparto
- Jean Servais: Tony le Stéphanois
- Carl Möhner: Jo le Suédois, un cómplice de Tony
- Robert Manuel: Mario Ferrati, un cómplice de Tony
- Jules Dassin: César le Milanais
- Marie Sabouret: Mado les Grands Bras, examiga de Tony
- Janine Darcey: Louise, la esposa de Jo
- Magali Noël: Viviane, la cantante
- Claude Sylvain: Ida Ferrati, la esposa de Mario
- Marcel Lupovici: Pierre Grutter
- Pierre Grasset: Louis Grutter (Louis el Tatuado)
- Robert Hossein: Rémy Grutter, el hermano de Pierre
- Dominique Maurin: Tonio, el hijo de Jo y Louise

## Comentarios
Este film se constituyó en un clásico dentro de las películas de su género, siendo el primer film rodado en Francia por el director estadounidense Jules Dassin. El golpe a una joyería, que en un principio parece inaccesible, es preparado con un plan minuciosamente estudiado por los delincuentes. El objetivo es no cometer errores y alzarse con el botín.
El crítico, actor y director de cine François Truffaut dijo lo siguiente: «De la peor novela que he leído, Dassin hizo la mejor película de cine negro que yo haya visto nunca».

## En torno al film
- El rodaje se desarrolló en París (calle del Louvre, calle Pigalle, etc.), Saint-Rémy-lès-Chevreuse, así como en los estudios Photosonor, en Courbevoie.
- La canción «Le Rififi» fue escrita y compuesta por Jacques Larue y Philippe-Gérard e interpretada por Magali Noël para ediciones Les Auteurs Associés.
- Las joyas que aparecen en el film son creaciones de la casa Dusausoy.
- La secuencia más famosa del film es la del robo, cuya acción, 32 minutos, es mostrada sin uso de diálogos ni música —esta decidieron quitarla después de ver la película con banda sonora añadida—, de una brillantez fuera de lo común en lo que respecta a montaje y planificación, realizada a base de primeros planos de los personajes, cada vez más sudorosos, y una muy detallada muestra de lo que hacen.[1]

## En la cultura popular
Se suele denominar «robo a lo Rififí» a la modalidad de robo en la que se siguen pasos similares a los de la película, practicando boquetes en los techos o paredes linderas, y luego inutilizando las alarmas